# Aline Hanson
Aline Hanson (9 tháng 10 năm 1949 – 29 tháng 6 năm 2017) là người gốc Saint Martin, người được ghi nhận là giáo viên và sau đó trở thành người phụ nữ đầu tiên được bầu làm chủ tịch của Tập thể Saint Martin. Hanson bắt đầu sự nghiệp giáo dục của mình, làm giáo viên, cố vấn cho chính phủ Pháp trong việc phát triển các chương trình cho trẻ em có hoàn cảnh khó khăn và hiệu trưởng của Trường tiểu học Sandy Ground. Bà bước vào chính trị, đồng thời làm giáo viên, trong văn phòng thị trưởng của Marigot. Phục vụ trong nhiều hội đồng đảo và các tổ chức chính phủ, năm 2007, bà đã tranh cử một vị trí trong Hội đồng Lãnh thổ và được bầu làm thành viên hội đồng. Hai năm sau, bà được thăng chức vào hội đồng điều hành. Năm 2012, sau khi giành được một ghế trong hội đồng, bà được chọn làm phó chủ tịch đầu tiên. Khi Richardson bị buộc thôi chức vào năm 2013, Hanson đã được bầu làm người phụ nữ đầu tiên làm chủ tịch tập đoàn hải ngoại của St. Martin.

## Cuộc sống ban đầu
Aline Hanson sinh ngày 9 tháng 10 năm 1949  trên đảo Saint Martin, một tập thể hải ngoại của Pháp. Lớn lên trên đảo, bà theo học trường tiểu học ở St. Martin và sau đó chuyển đến Guadeloupe để theo học trường trung học Baimbridge. Hoàn thành việc học, bà đến Paris và lấy bằng từ École Normale Supérieure.

## Nghề nghiệp
Sau khi hoàn thành việc học của mình, Hanson trở lại St. Martin và bắt đầu sự nghiệp giảng dạy tại Trường học bên bờ biển (tiếng Pháp: l'école du Bord de Mer) vào năm 1974. Năm 1977, bà bắt đầu tham gia chính trị, làm việc với Thị trưởng của Marigot Elie Fleming. Sau năm 1982, cũng làm việc cho Khu giáo dục ưu tiên (tiếng Pháp: Zone d'éducation prioritaire (ZEP)), một chương trình giáo dục của Pháp tập trung vào việc cải thiện tỷ lệ tốt nghiệp tại các trường nằm ở khu vực khó khăn. Sau khi tham gia thành lập và thành lập trung tâm tài liệu giáo dục địa phương, Hanson làm việc như một điều phối viên của các dự án khác nhau cho chương trình và là một nhà tài liệu cho nghiên cứu về ZEP. Năm 1991, bà trở thành hiệu trưởng của Trường tiểu học Sandy Ground, đồng thời là giám đốc của Học viện Đại học de Formation des Maîtres (IUFM), một loại trường bình thường để đào tạo giáo viên.
Hy vọng cải thiện điều kiện trên đảo, Hanson đã hoạt động chính trị, tham gia một số tổ chức. Bà chủ trì Hiệp hội văn hóa Saint Martin và là giám đốc của cảng tại Galisbay. Ngoài ra, bà trở thành thành viên hội đồng quản trị của Semsamar, một công ty phát triển cộng đồng theo kế hoạch, trong đó các chủ sở hữu mua cổ phần của công ty sở hữu cổ phần trong các dự án phát triển. Năm 2001, Hanson quyết định rời khỏi chính trường trong sáu năm, nhưng trở lại chính trị vào năm 2007 khi Tập thể ở nước ngoài của Thánh Martin được tạo ra. Bà được bầu làm ủy viên hội đồng của đảng Rassemblement Responsabilité Réussite (RRR). Quan tâm đến việc tạo ra luật mới cho tập thể, bà đã đến thăm Andorra và Saint Pierre và Miquelon để nghiên cứu luật của họ. Năm 2009, bà được bầu để phục vụ trong hội đồng điều hành của Hội đồng lãnh thổ.
Trong cuộc bầu cử năm 2012, Hanson đã được bầu làm phó chủ tịch đầu tiên của Hội đồng Lãnh thổ. Tổng thống Alain Richardson, với ba phó chủ tịch khác, và hai thành viên lớn đã từng là hội đồng điều hành của cơ quan 23 thành viên. Năm 2013, Tổng thống Richardson bị cách chức và Hanson được bầu làm chủ tịch Tập đoàn hải ngoại của St. Martin. Bà là người phụ nữ đầu tiên phục vụ ở vị trí   và thực hiện mục tiêu của chính quyền của mình là cải thiện mối quan hệ và hợp tác giữa St. Martin và Sint Maarten, phía đảo Hà Lan. bà làm việc hướng tới một thỏa thuận hoạt động chung, được ký kết vào năm 2014 để sử dụng nguồn vốn từ Liên minh châu Âu cho các dự án phát triển, như một nhà máy xử lý chất thải, một việc làm trao đổi chương trình cấp phép, và làm thế nào những lợi ích việc làm hiệu quả sau đơn xin trợ cấp hưu trí. Hanson đã được Daniel Gibbs kế nhiệm trong cuộc bầu cử năm 2017.

## Qua đời và di sản
Hanson qua đời vào ngày 29 tháng 6 năm 2017 vì căn bệnh ung thư  tại nhà bà ở Pic Paradis.

### Trích dẫn
1. ↑  RCI Radio News 2017.
2. 1 2 3 4 5 6  Bidonot 2013.
3. 1 2  St. Martin News & ngày 17 tháng 4 năm 2013.
4. ↑  Bénabou, Kramarz & Prost 2009.
5. ↑  St. Martin News 2009.
6. ↑  St. Martin News 2012.
7. ↑  Outre-Mer 1 2013.
8. ↑  St. Martin News & ngày 29 tháng 5 năm 2013.
9. ↑  St. Martin News 2014.
10. ↑  St. Martin News 2015.
11. ↑  St. Martin News & ngày 19 tháng 3 năm 2017.
12. ↑  Guadeloupe 1 2017.
13. ↑  St. Martin News 2017.